# Michael Roll (aktor)
Michael Roll (ur. 29 kwietnia 1961 w Monachium) – niemiecki aktor.

## Życiorys
Urodził się jako syn operatora filmowego Gernota Rolla. Dubbingował filmy już w szkole. Później pobierał lekcje śpiewu i aktorstwa. W 1982 zadebiutował na ekranie w roli Achima w dramacie Próba siły (Kraftprobe). Jego pierwszą główną rolą była postać zwolnionego z więzienia Franka Gormanna, który natrafia na tajemniczą walizkę w telewizyjnym dramacie kryminalnym Oczywiste morderstwo (Ein Naheliegender Mord, 1988). W sześcioczęściowym serialu ZDF Szybka Gerdi (Die schnelle Gerdi, 1989) w reżyserii Michaela Verhoevena zagrał główną rolę młodego Herberta Brota, który mieszka ze swoją babcią i wdaje się w związek z Gerdi Angerpointner (Senta Berger). W 1991 wystąpił w roli Andriego w spektaklu Andora na scenie Luisenburg-Festspiele w Wunsiedel.
Był żonaty z Antje Roll, z którą ma trzy córki – Katharinę (ur. 1987), Sophię (ur. 1993) i Johannę (ur. 1994). 23 lipca 2016 zawarł związek małżeński z Claudią Heiss.

## Filmografia

### Seriale TV
- 1985: Tatort: Irren ist tödlich jako Ole Gutzeit
- 1989: Tatort: Die Neue jako Appold
- 1990: Derrick jako Ralf Kargus
- 1992: Derrick jako Berthold Holzinger
- 1995: Tatort: Eine mörderische Rolle jako Frank Langer („Cooper“)
- 1997: Kobra – oddział specjalny – odc. „Notlandung” jako Charly
- 2001: Telefon 110 – odc. „Zerstörte Träume” jako Peter Flemming
- 2002: Tatort: Der Passagier jako Müchler, główny funkcjonariusz kryminalny
- 2003: Telefon 110 – odc. „Doktorspiele” jako dr Heiner Wolff
- 2003: Die Rosenheim-Cops jako Karl Schuster
- 2003: Telefon 110 – odc. „Die Schlacht” jako Jochen Wieland
- 2004: Tatort: Todes-Bande jako Eduard Holicek
- 2006: Kobra – oddział specjalny – odc. „Unter Verdacht” jako Markus Essing
- 2006: Jednostka specjalna „Dunaj” jako Max Affolter
- 2010: Z boską pomocą jako Alexander Neuffer
- 2011: Kobra – oddział specjalny – odc. „72 Stunden Angst” jako Tom Wegner
- 2011: Jednostka specjalna „Dunaj” jako Tom Baier
- 2014: Kobra – oddział specjalny – odc. „Auf eigene Gefahr” jako Tom Wegner
- 2015–: Lena Lorenz jako Vinz Huber
- 2016: Górscy ratownicy jako Roland Kirchleitner
- 2017: Kobra – oddział specjalny – odc. „Blut und Wasser” jako Emmo Weiss
- 2019, 2021: Z boską pomocą jako nadinspektor Hommert
- 2021: Telefon 110 – odc. „Bis Mitternacht” jako Josef Murnauer
- 2021: Górski lekarz jako Rainer Lindner
- 2022: Górski lekarz jako Rudi Zimmer